# Bảo tồn ngoại vi
Bảo tồn ngoại vi (ex-situ conservation) hay còn gọi là bảo tồn chuyển vị hay bảo tồn ngoài hiện trường có nghĩa đen là "bảo tồn ngoài địa điểm" là quá trình bảo vệ các loài, giống hoặc thứ giống dòng thực vật hoặc động vật có nguy cơ tuyệt chủng bên ngoài môi trường sống tự nhiên của chúng, ví dụ, bằng cách loại bỏ một phần quần thể khỏi môi trường sống bị đe dọa và đặt nó vào một vị trí mới, có thể là một khu vực hoang dã hoặc trong sự chăm sóc của con người. Bảo tồn ngoại vi bao gồm cả những phương pháp cổ điển và phổ biến nhất như các vườn thú, các trang trại bảo tồn nó cũng bao gồm các phương pháp mới và hiện đại nhất như các phương pháp nuôi cấy, lưu trữ gen trong phòng thí nghiệm.

## Đại cương
Bảo tồn chuyển chỗ là bảo tồn loài hoang dã ngoài môi trường sống tự nhiên thường xuyên hoặc theo mùa của chúng chẳng hạn như bảo tồn loài cây trồng, vật nuôi đặc hữu, có giá trị ngoài môi trường sống, nơi hình thành và phát triển các đặc điểm đặc trưng của chúng; lưu giữ, bảo quản nguồn gen và mẫu vật di truyền trong các cơ sở khoa học và công nghệ hoặc cơ sở lưu giữ, bảo quản nguồn gen và mẫu vật di truyền (Luật đa dạng sinh học). Bảo tồn ngoại vi, trên lý thuyết, là quá trình bảo tồn ở bên ngoài nơi cư trú tự nhiên (off-site conservation) của một loài nào đó. Đây là quá trình bảo vệ một loài nguy cấp bằng cách chuyển một phần quần thể từ nơi cư trú bị đe dọa và đưa đến một chỗ mới, có thể là một khu vực hoang dã hoặc một khu vực có sự chăm sóc của con người.
Sự bảo tồn thông qua việc gây trồng thực vật ở ngoài nơi sinh sống tự nhiên của loài, là sự xây dựng các khu trồng cây trên các khu đất mới, ở những nơi mà việc điều chế tập trung cho phép bảo đảm bảo vệ nguồn gen tốt hơn, nhằm tạo điều kiện duy trì các vốn gen có giá trị quan trọng nhất, làm nguồn giống sử dụng lâu dài cho trồng cây và cho công tác chọn giống, hoặc duy trì vốn gen của những loài cây quý hiếm, đặc biệt là loài có nguy cơ bị tiêu diệt, để sử dụng trong tương lai. Chúng bao gồm các hình thức chính là: Bảo tồn nguồn gen ở dạng cây sống tại các vườn các khu trồng cây và Bảo tồn nguồn gen có nguy cơ bị tiêu diệt bằng cách xây dựng các vườn thực vật trong các vườn quốc gia và Bảo tồn nguồn gen bằng thu thập và bảo quản lâu dài cho các ngân hàng hạt giống và các mô nuôi cấy.
Bảo tồn Exsitu còn có nghĩa là bảo quản hoặc duy trì quần thể ở nơi khác với nơi mà chúng sinh ra, tiến hoá và thích nghi. Đây là phương pháp bảo tồn mang tính cổ điển, được hình thành từ đầu thế kỷ này và được triển khai rộng rãi từ sau thập kỷ 60. Phương pháp này cho phép bảo tồn số lượng giống lớn và an toàn. Tuy nhiên, sự đa dạng di truyền luôn luôn bị đe dọa trong khi bảo tồn Exsitu. Đó là do bảo tồn giống dưới dạng "ngủ" trong các kho lạnh không duy trì được quá trình tiến hoá trong môi trường tự nhiên. Bảo tồn Exsitu bao gồm bảo quản kho lạnh, bảo quản In-vitro và bảo quản trong điều kiện trồng trọt nhưng không phải tại nơi tồn tại hoặc gieo trồng phổ biến của loài. Bảo quản In-vitro là bảo quản trong ống nghiệm, có thể thực hiện bằng phương pháp như nuôi cấy mô tế bào, bảo quản DNA, bảo quản phôi trong nitơ lỏng.
Mức độ mà con người kiểm soát hoặc thay đổi các động thái tự nhiên của quần thể được quản lý rất khác nhau và điều này có thể bao gồm việc thay đổi môi trường sống, mô hình sinh sản, tiếp cận các nguồn tài nguyên và bảo vệ khỏi sự ăn thịt và tử vong. Quản lý ngoài hiện trường có thể xảy ra trong hoặc ngoài phạm vi địa lý tự nhiên của loài. Các cá thể được duy trì tại chỗ tồn tại bên ngoài một ngách sinh thái. Điều này có nghĩa là chúng không phải chịu áp lực chọn lọc giống như các quần thể hoang dã, và chúng có thể trải qua quá trình chọn lọc nhân tạo nếu được duy trì tại chỗ trong nhiều thế hệ. 